# ناربوتوو
ناربوتوو (به لاتین: Narbutovo) یک منطقهٔ مسکونی در روسیه است که در باشقیرستان واقع شده‌است.